# 苏氏刺锚参
苏氏刺锚参（学名：Protankyra suensoni）为锚参科刺锚参属的动物。在中国大陆，分布于福建到北部湾沿岸等地，常穴居于水深28-90米的泥底。该物种的模式产地在中国南海沿岸。